# Пожар в московской наркологической больнице
Пожар в московской наркологической больнице № 17 произошёл в ночь с 8 на 9 декабря 2006 года. По признаниям очевидцев, данный пожар стал крупнейшим в Москве после пожара в гостинице Россия в 1977. В результате пожара погибли 46 человек — пациентов наркодиспансера. 9 человек получили травмы различной степени тяжести, из горящего здания были спасены 214 человек. Позже сотрудники пожарной охраны жаловались на то, что первые прохожие, заметившие пожар, первым делом начали снимать его мобильными телефонами вместо того, чтобы вызвать ими спасателей. Причиной пожара, по мнению МЧС РФ, стал поджог эфиром или этиловым спиртом. Хотя системы оповещения о пожаре сработали нормально, пожарные выходы в больнице были заблокированы. Генпрокуратура РФ взяла расследование причин пожара под свой контроль. Семьи жертв пожара в больнице № 17 получили по 150 тысяч рублей в качестве компенсации.